# После (фильм)
«После» (англ. After) — американский мелодраматический фильм режиссёра Дженни Гейдж по одноимённому роману писательницы Анны Тодд. Премьера фильма в США состоялась 12 апреля 2019 года, а в России 18 апреля.

## Сюжет
Тесса Янг (Джозефин Лэнгфорд) — обычная девушка-первокурсница, у которой есть парень Ной Портер (Дилан Арнольд), он её на год моложе и круглый отличник. Отец Тессы ушёл от них, когда ей было 10 лет, и её мать Кэрол работала ради того, чтобы Тесса поступила в колледж. Ной отвозит их в колледж, в котором Тесса знакомится с соседкой Стеф и обустраивается, она обещает не ходить на вечеринки. Она случайно знакомится с Хардином Скоттом (Хиро-Файнс Тиффин), которому явно нравится, и идёт на вечеринку, где узнаёт, что все, кто на ней, не девственники, кроме неё, этим же вечером она едва не поцеловалась с Хардином.
Ной привозит Тессе подарки, от которых она в восторге. На одном из первых занятий Тесса знакомится с братом Хардина — Лэндоном. Тесса сначала ненавидит Хардина, однако вскоре начинает с ним встречаться, и Хардин знакомит её со своими родителями. После знакомства они впервые занимаются любовью. Позже Тесса расстаётся с Ноем, и теперь её парень — Хардин. Спустя время, подруга Хардина Молли показывает видео из игры «Правда или действие?». Тесса предполагает, что Хардин не любит её, однако это не так. Чуть позже Тесса начинает осознавать, что это неправда. С этой встречи с Хардином её жизнь разделилась на «до и после».

## В ролях
| Актёр              | Роль           |
| ------------------ | -------------- |
| Джозефин Лэнгфорд  | Тесса Янг      |
| Хиро Файнс-Тиффин  | Хардин Скотт   |
| Шэйн Пол Макги     | Лэндон Гибсон  |
| Сэмюэл Ларсен      | Зэд Эванс      |
| Хадиджа Ред Тандер | Стэф Джонс     |
| Инанна Саркис      | Молли Сэмюэлс  |
| Питер Галлахер     | Кен Скотт      |
| Дженнифер Билз     | Карен Скотт    |
| Пиа Миа            | Тристан        |
| Мэдоу Уильямс      | Профессор Сото |
| Дилан Арнольд      | Ной Портер     |
| Сельма Блэр        | Кэрол Янг      |
| Свен Теммел        | Джейс          |

## Производство и релиз
«После» — первая книга Анны Тодд, которая сразу же принесла ей популярность, главным героем которой стал Гарри Стайлз. Сама автор признается, что на создание её вдохновил роман «50 оттенков серого». В результате получилась гораздо более милая и романтичная история о любви юноши и девушки. На данный момент[когда?] Анна Тодд выпустила уже 10 книг, а число поклонников её таланта исчисляется миллионами. Права на экранизацию произведений выкупила кинокомпания Aviron Pictures.
В 2014 году компания Paramount Pictures приобрела права на экранизацию сюжета книг серии «После». Сьюзан Макмартин написала сценарий, а Дженнифер Джибгот взяла на себя ответственность за продюсирование фильма. Развитие проекта шло медленно. В 2017 году Анна не хотела продлевать срок действия контракта, вернув права себе. Но в скором времени она продала права небольшой студии, где бы она могла быть сильнее вовлечена в процесс производства и иметь больше контроля над съёмочным процессом. Сьюзан Макмартин, которая до этого была сценаристом, покинула проект в середине 2017 года. Тамара Честна была нанята для внесения обновлений в сценарий, написанный Макмартин. Ответственность за окончательную версию сценария взяла на себя режиссёр фильма, Дженни Гейдж.
В январе 2018 года начались прослушивания на главные роли в фильме «После». На роль Хардина рассматривались такие актёры, как Николас Голицын, Эш Стаймест и Грегг Салкин, на роль Тессы — актрисы Даниэль Роуз Расселл, Лилли Ван дер Мэр и Шарлотта Макки. Для продюсеров приоритетом была обязательная химия между главными героями. После нескольких месяцев прослушиваний 8 мая 2018 года издание Variety официально анонсировало, что английский актёр Хиро Файнс-Тиффин сыграет главную роль в картине. В том же месяце издание Deadline анонсировало имя исполнительницы роли Тессы Янг — Джозефин Лэнгфорд.
Прослушивания на второстепенные роли начались в апреле 2018 года. Попасть в проект попытались Дебби Райан, Барби Ферейра и Блейк Майкл. 20 июля стало известно, что певица Пиа Миа исполнит в фильме роль Тристан (девушки; однако в книгах серии «После» Тристан — это парень). 21 июля к касту присоединился Сэмюэл Ларсен, чтобы исполнить роль Зэда Эванса. 24 июля было анонсировано, что Питер Галлахер сыграет отца Хардина, Кена Скотта. 25 июля к актёрскому составу картины присоединилась Дженнифер Билз, чтобы исполнить роль Карен Гибсон. 30 июля было объявлено, что роль Кэрол, матери главной героини, исполнит Сельма Блэр. Роль профессора Сото досталась Мэдоу Уильямс (в книге этот персонаж является мужчиной, но из-за недобора женских персонажей фильм претерпел изменения).
Съёмки фильма «После» должны были начаться в апреле 2018 года в Ванкувере, Британская Колумбия. Но так как в апреле ещё продолжались прослушивания на главные роли в картине, съёмки были отложены. 8 мая, после объявления главных актёров, было анонсировано, что съёмки начнутся в июне, в Бостоне, Массачусетс. Однако из-за смены актрисы на главную роль съёмки вновь пришлось отложить. В июне 2018 года продюсер Дженнифер Джибгот подтвердила, что съёмки официально начнутся 16 июля в Атланте, Джорджия. Производство фильма было завершено 25 августа 2018 года.

### Релиз
Изначально премьера была назначена ко Дню Всех Влюблённых в 2019 году (14 февраля), но из-за смены студии дату отложили. Премьера фильма «После» компании Aviron Pictures в США состоялась 12 апреля 2019 года, а в России — 18 апреля 2019 года.

## Оценка
Фильм был принят в основном отрицательно критиками. Так, по данным агрегатора Rotten Tomatoes, «После» получил 19 % положительных отзывов от кинокритиков (на основе 35 рецензий).

## Награды и номинации
| Год  | Награда            | Категория                  | Результат |
| ---- | ------------------ | -------------------------- | --------- |
| 2019 | Teen Choice Awards | Лучший драматический фильм | Победа    |

## Продолжение
В мае 2019 года было объявлено, что планируется продолжение, причем Лэнгфорд и Файнс-Тиффин возвращаются к своим ролям.
В начале сентября 2020 года исполнители главных ролей киноадаптации объявили о том, что в производство запущены третья и четвёртая части франшизы. В октябре в СМИ появилась информация о том, что к основному актёрскому составу третьего и четвёртого фильмов присоединятся Стивен Мойер и обладательница премии Оскар Мира Сорвино. Стало известно, что роли во франшизе получили Чанс Пердомо и Ариэль Кеббел, а также Фрэнсис Тернер и Киана Мадейра. Режиссёром третьего и четвёртого фильмов выступит Кастилл Лэндон. Сценарий картин написала Шэрон Собойл, соавтор сценария к сиквелу «После».
24 августа 2022 года было объявлено о завершении съемок четвёртого сиквела под названием «После. Долго и счастливо». Лэнгфорд и Файнс-Тиффин вновь исполнили свои роли. Пятая и последняя часть серии фильмов «После» стала единственным фильмом, не основанным на книге из этой серии. Она вышла в 2023 году. Документальный фильм о создании книг и съемках фильмов выходит в октябре, ноябре в кинотеатрах и на Prime Video. В документальном фильме указывается, что в 2025 году выйдет новый фильм франшизы о детях, следующем поколении главных героев.